# Thérèse (Seychelles)
Pour les articles homonymes, voir Thérèse et Île Thérèse (France).

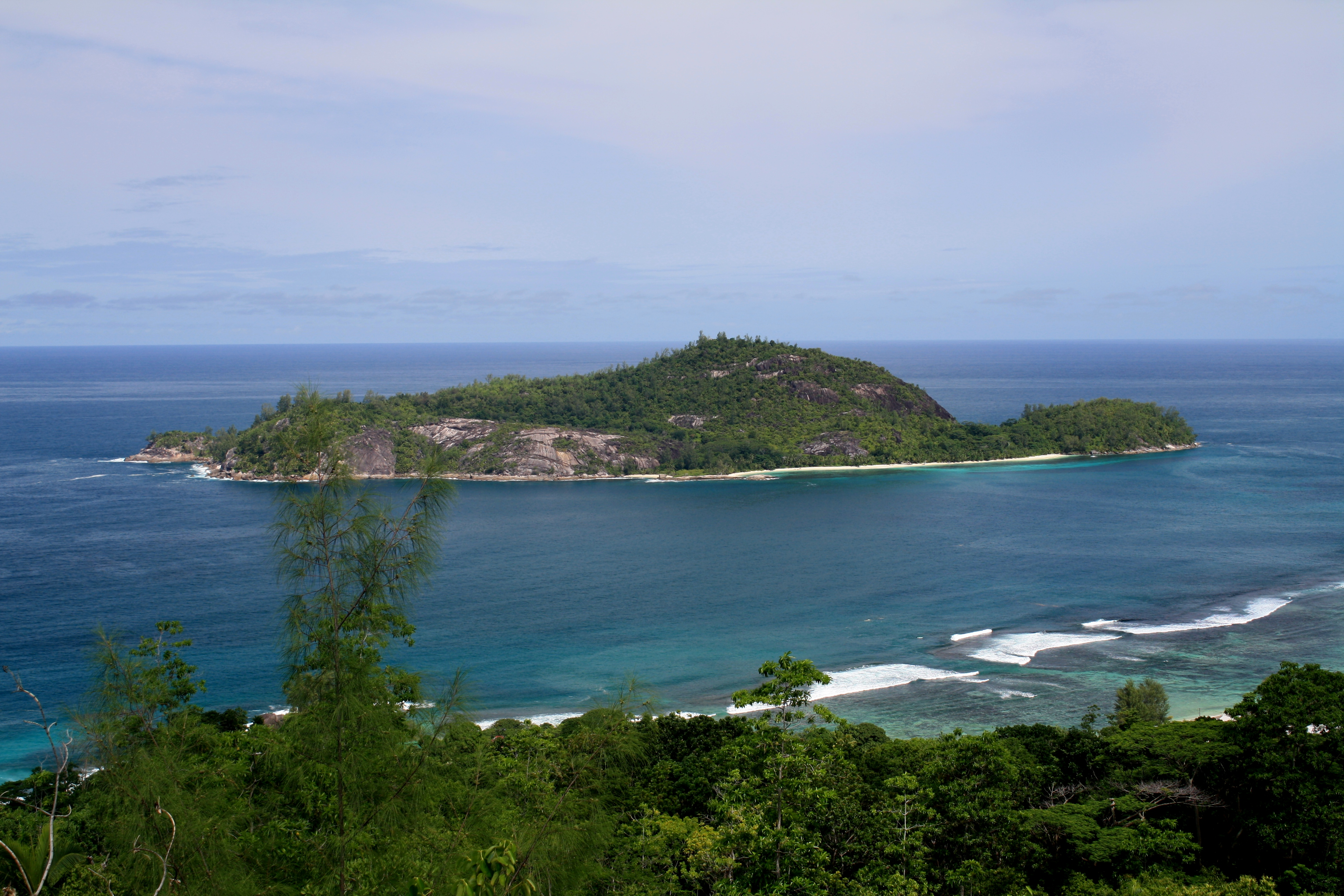
L'île Thérèse

L'île Thérèse est une petite île située à proximité de la côte ouest de Mahé aux Seychelles. Elle est rattachée au district de Port Glaud.
Elle mesure 1 600 mètres de long et dispose d'une plage de sable de 700 m. Elle culmine à 164 m au dessus du niveau de la mer.
L'île n'est pas habitée en permanence, mais est fréquentée par des touristes.
Elle était à vendre en 2001 pour un montant de 3,85 millions de dollars.